# Forschungsreaktor Maria

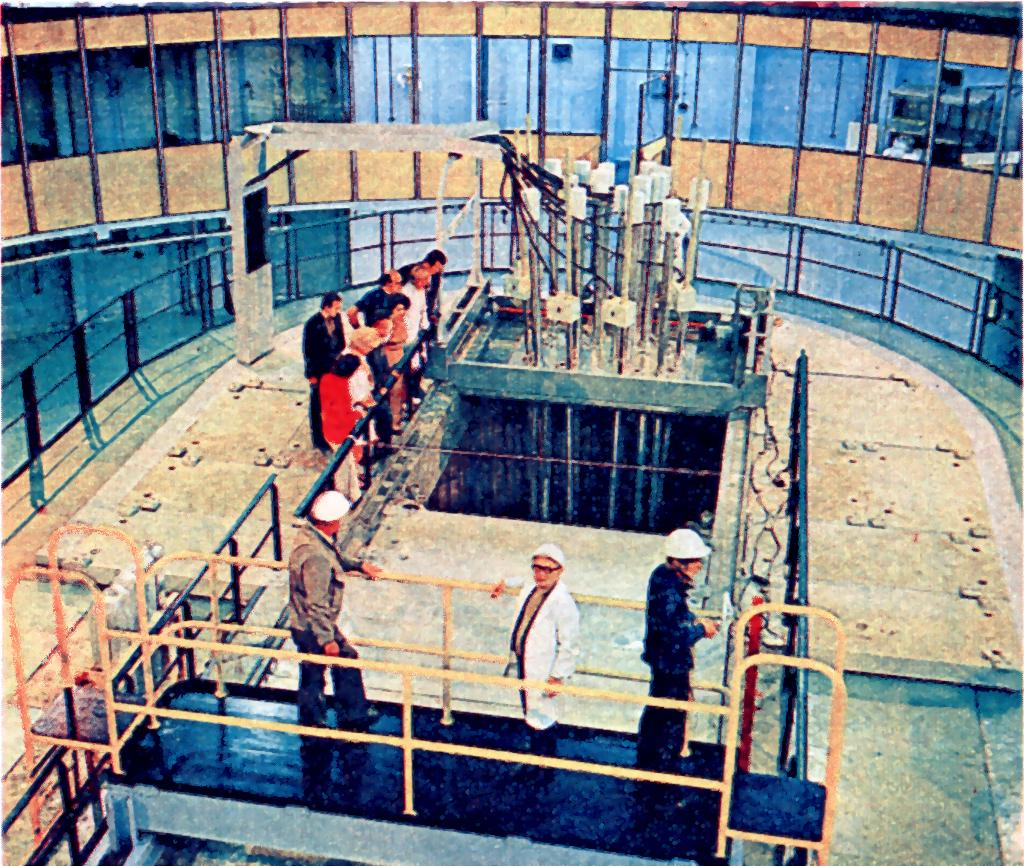
Der Reaktor Maria 1974 von innen

Der Forschungsreaktor Maria befindet sich im Stadtteil Świerk in Otwock, liegt 30 Kilometer von der Hauptstadt Warschau entfernt und ist der zweite polnische Forschungsreaktor nach dem Forschungsreaktor Ewa.

## Geschichte/Reaktordesign
Die Pläne und Anträge für den zweiten polnischen Forschungsreaktor wurden 1964 im Institut für nukleare Forschung entworfen. Mit dem Reaktor sollten kernmaterielle und strahlungschemische Forschungen sowie die Produktion von Radioisotopen vorgenommen werden. Der erste Entwurf des zweiten polnischen Forschungsreaktors wurde am 20. November 1965 im Office of Nuclear Technology Studies and Design PROATOM entwickelt. Der Reaktor wurde in Erinnerung an Marie Curie Maria genannt. Der Reaktor wurde zwischen 1975 und 1985 betrieben. Mitte 1985 wurde der Reaktor renoviert. Nach der Katastrophe von Tschernobyl wurden neue Grundsätze für die Analysen der nuklearen Sicherheit festgelegt. Auf dieser Grundlage wurde ein passives Sicherheitssystem mit der Flutung der Brennstoff-Kanäle mit Reaktorwasser in Notsituationen in den Reaktor eingebaut. Das neue Design der Neutronenstrahl-Rohre wurde eingeführt. Der Reaktor wurde nach der Renovierung im Dezember 1992 wieder in Betrieb genommen. Er kann mindestens bis 2020 in Betrieb bleiben, die nächste Renovierung könnte den Betrieb bis 2060 verlängern.
Der Bau wurde 1974 abgeschlossen. Der Reaktor wurde vor allem für die Materialforschung gebaut und ist somit wichtig für den Bau und den Service von Kernkraftwerken. Im Reaktor herrscht eine hohe Neutronenflussdichte und es besteht ein hohes Maß an Vielseitigkeit zur Kern-Konfiguration zur Erfüllung verschiedener Anforderungen. Die 25 Kilometer Entfernung zwischen dem Reaktor und der Hauptstadt Warschau gelten als Vorteil.
Der Reaktor ist ein von polnischen Wissenschaftlern entwickelter, multifunktioneller Schwimmbadreaktor/High-Flux-Reaktor mit einer Leistung von 30.000 kW. Der Baubeginn war am 1. Januar 1969, am 18. Dezember 1974 ging der Reaktor in Betrieb. Der Reaktor wird von der National Atomic Energy Agency lizenziert. Es gibt 70 Angestellte und 39 Operatoren des Reaktors. Der Moderator ist Beryllium und Wasser, als Kühlmittel wird Wasser verwendet. Die sieben Kontrollstäbe sind aus Borcarbid. Der Reaktor wird zur physikalischen Forschung und zur Isotopenproduktion verwendet. Das spaltbare Material stammt aus Russland, die Anreicherung wird ebenfalls in Russland vorgenommen. Als Brennstoff wird Urandioxid verwendet. Der Brennstoff ist 0,6 mm dick. Der Reaktor wird fünf Tage in der Woche und 40 Wochen im Jahr betrieben.
Es wurden Studien durchgeführt, um unter anderem im Reaktor Maria LEU-Brennstoffe zu verwenden.

## Brennstofftransport nach Russland
In einer Mission, die am 9. August 2006 abgeschlossen wurde, hat die IAEA den polnischen Behörden bei der Beseitigung von über 40 Kilogramm von 20 bis 80 % hoch angereichertem Uran (HEU) aus dem Reaktor Maria geholfen. Das HEU wurde sicher in der Luft nach Russland zurückgebracht, woher es ursprünglich auch (für die polnischen Forschungsreaktoren) kam. Die zweitägige Mission war ein gemeinsames Projekt zwischen den Vereinigten Staaten, Polen, Russland und der IAEA nach einer Einigung zwischen dem russischen Präsident und dem US-Präsident. George W. Bush und Wladimir Putin hatten bei einem Treffen in Bratislava im Februar 2005 einen Vertrag unterzeichnet, der besagte, dass das HEU US-amerikanischen und russischen Ursprungs zurückgeführt werden sollte, um die militärische Nutzung des spaltbaren Materials von Drittländern zu verhindern. Beide IAEA-Inspektoren und technischen Experten aus der US National Nuclear Security Administration (NNSA) waren anwesend, um die Umfüllung des Urans in Kanister zu verfolgen. Mit Geleit einer bewaffneten Wache wurde das Uran früh morgens in ein Transportflugzeug geladen und in eine sichere Anlage in der Nähe von Nowosibirsk gebracht. Die russische Anlage wird das spaltbare Material zu niedrig angereichertem Uran abreichern, sodass es nicht zum Bombenbau verwendet werden kann. Die Brennstoff-Entfernung wurde durch die Vereinigten Staaten gefördert und durch eine technische Zusammenarbeit mit der IAEA durchgeführt. Es ist Teil der Global Threat Reduction Initiative (GTRI), die risikoreiche nukleare und radiologische Materialien auf der ganzen Welt ermitteln, sichern und wiederaufbereiten soll. Insgesamt rund 195 kg HEU russischer Herkunft wurden von unter sowjetischer Hilfe errichteten ausländischen Forschungsreaktoren wieder nach Russland gebracht. Die IAEA arbeitet auch mit Polen zusammen, um den leistungsfähigen Reaktor Maria von HEU auf LEU als Brennstoff umzustellen, bei dem kein Risiko der Proliferation besteht.